# Circonscription de Jiga
La circonscription de Jiga est une des 135 circonscriptions législatives de l'État fédéré Amhara, elle se situe dans la Zone Ouest Godjam. Son représentant actuel est Demlew Herihun Bayabel.